# Hornellia (Hornellia) habanensis
Hornellia (Hornellia) habanensis is een vlokreeftensoort uit de familie van de Cheirocratidae. De wetenschappelijke naam van de soort is voor het eerst geldig gepubliceerd in 2008 door Ortiz, Lalana & Varela.